# 風来坊 (愛知県)

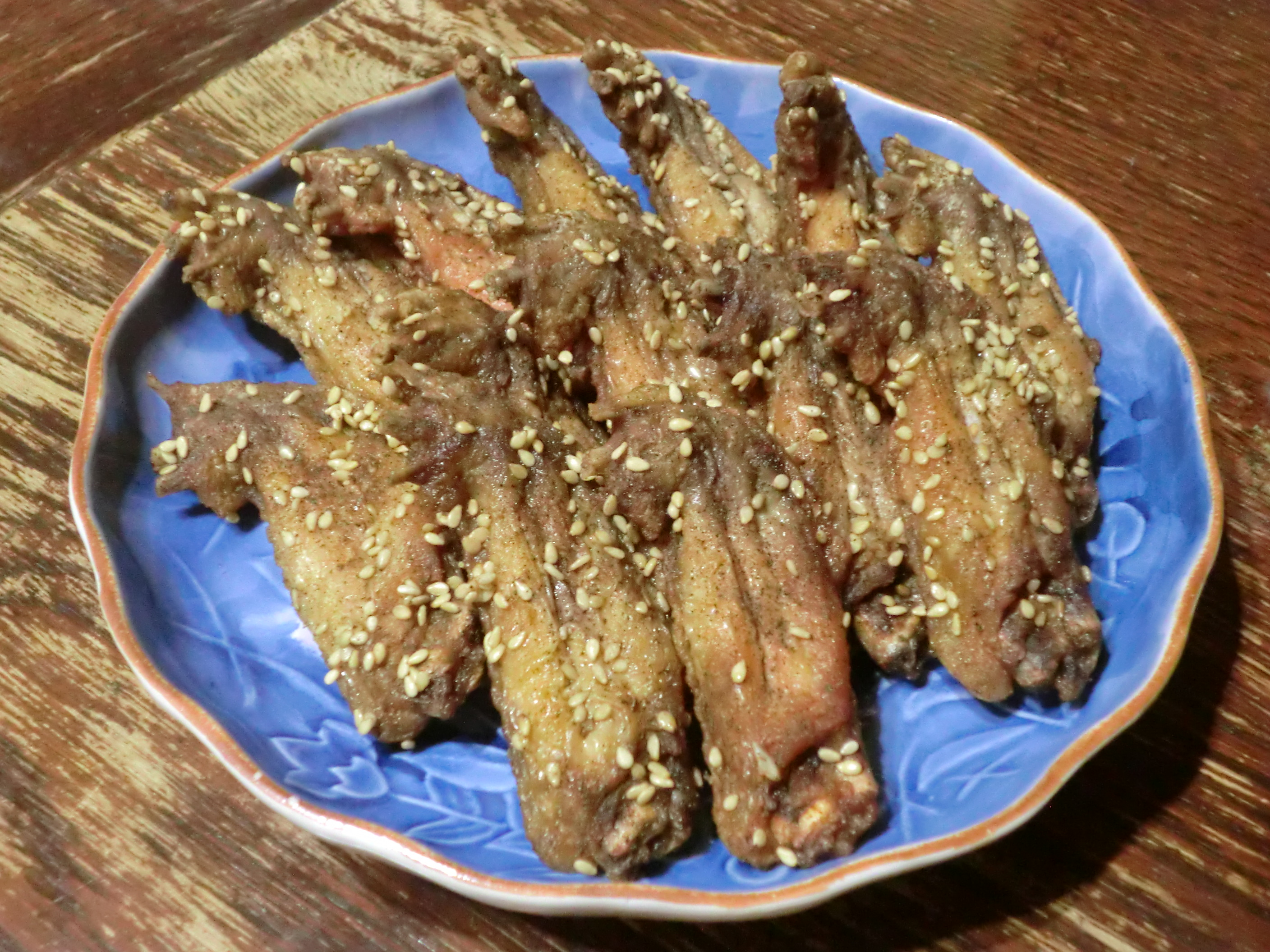
手羽先唐揚げ

風来坊（ふうらいぼう）は、愛知県名古屋市を中心に店舗を展開する飲食店チェーンである。手羽先唐揚げの発祥店とされる。

## 概要

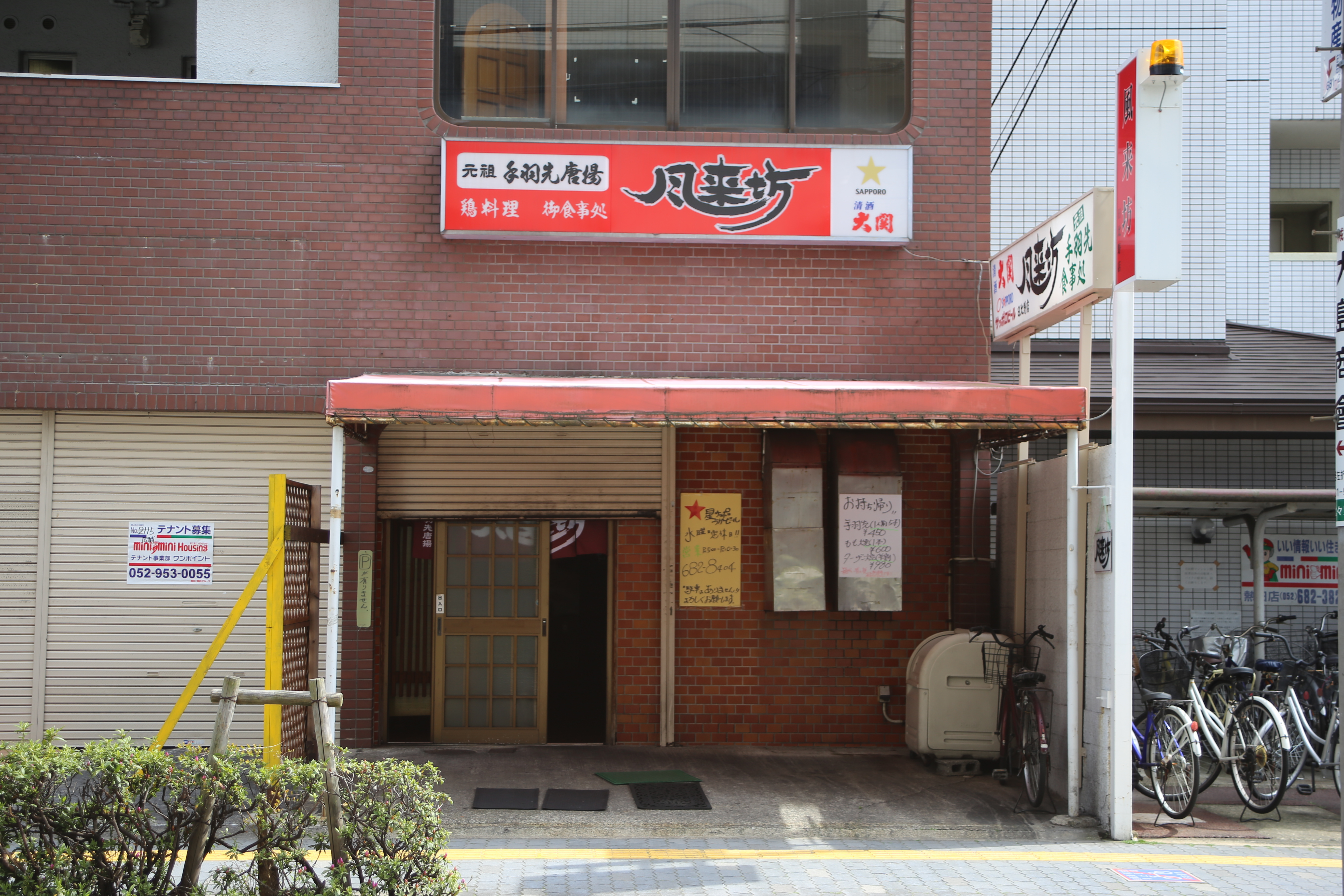
日比野店（名古屋市熱田区、2017年4月）

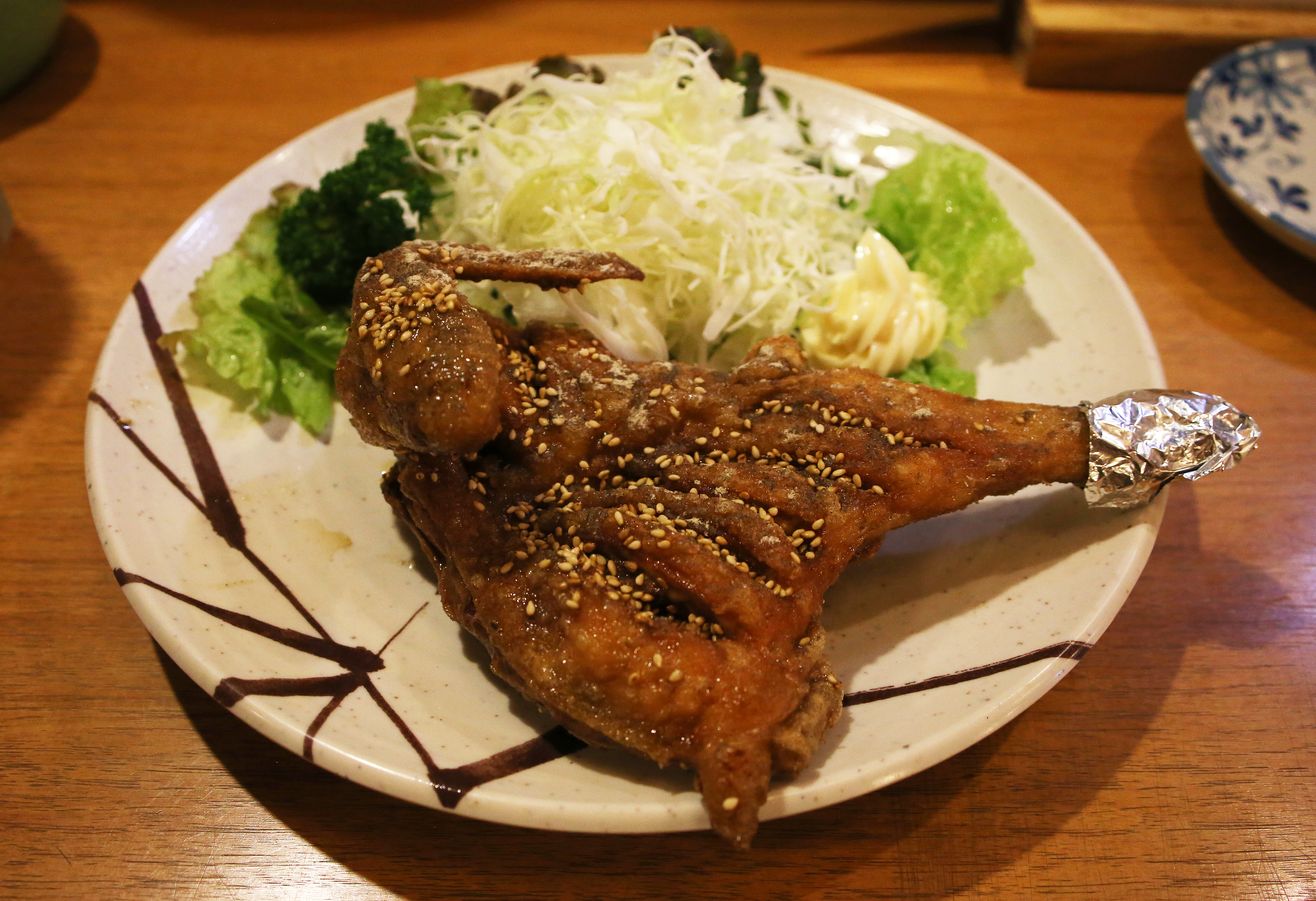
ターザン揚げ（上飯田店、2017年6月）

福岡県北九州市出身の大坪健庫（1929年 - 2020年）が、名古屋市熱田区比々野町で創業した飲食店を嚆矢とする。この店は「ターザン焼き」と称する若鶏の半身の丸焼きを目玉として、鶏料理全般を扱っていたが、そのタレを手羽先の唐揚げにつけて提供したところ、この店の目玉料理へと成長した。この人気により、弟子が次々とのれん分けを果たし、海外を含めた80を超える店舗チェーンとなった。このチェーンは、創業者である大坪がフランチャイズ方式を採らなかったことから、フランチャイズチェーンではない。キャッチフレーズでもある「元祖手羽先唐揚」は、名古屋圏では顕著に著名で広く浸透したフレーズである。近年、手羽先唐揚げが名古屋めしのひとつとして広く認知されるようになるにつれ、世界の山ちゃんやサガミなど手羽先唐揚げを看板メニューとして参入する他の外食資本も現れるが、全国のみならず海外にも店舗を出店し「元祖」としての矜持を保っている。

## 店舗
創業地である名古屋圏を中心に店舗を広げているが、2011年（平成23年）11月に品川フロントビル内へ東京として初店舗を出店し、大坪の出身地である福岡県北九州市にも店舗を構える。
- 愛知県 - 44店舗[3]
  - うち名古屋市内 - 31店舗[3]
- 岐阜県 - 5店舗[3]
- 三重県 - 3店舗[3]
- 東京都 - 2店舗[3]
- 北海道・宮城県・埼玉県・富山県・大阪府・福岡県・佐賀県・熊本県 - 各1店舗[3]
- アメリカ合衆国 - 1店舗[3]

## 沿革
- 1963年（昭和38年）11月1日 - 1号店である比々野店開業[4]。なおこの1号店は2019年に閉店している。
- 1987年（昭和62年）2月14日 - 初の海外店舗として、アメリカ合衆国カルフォルニア州ガーディナにガーディナ店を開業[5]する。